# Haris Berković
Haris Berković (né le 9 juin 1994 à Gradačac) est un chanteur bosnien.
Le 12 juillet 2015, il gagne le concours de chant Zvezde Granda et signe avec label de musique Grand Production.

## Discographie[2]

### Singles
- 2015 : Kad Sam Bio Njen
- 2015 : Hej Ljubavi Moja
- 2016 : Biseri I Svila (& Rada Manojlović)
- 2016 : Jedna  Gore, Jedna Dole
- 2016 : Pusti Noći Neka Bole (& Rada Manojlović)